# Euclystis antecedens
Euclystis antecedens är en fjärilsart som beskrevs av Walker 1858. Euclystis antecedens ingår i släktet Euclystis och familjen nattflyn. Inga underarter finns listade i Catalogue of Life.